# Johan Zwanikken
Johan Zwanikken (Laren, 26 februari 1908 – Hattem, 11 december 1985) was een Nederlands bestuurder en politicus voor de Katholieke Volkspartij (KVP).

## Levensloop
Johan Zwanikken werd geboren als zoon van de landbouwer Johannes Zwanikken en Gerretje Knuvers. Johan begon zijn carrière als elektricien. Van 1932 tot 1937 was hij lid van het bestuur Roomsch-Katholiek Werkliedenverbond en van 1937 tot 1949 was hij daar secretaris. Zwanikken was van 1949 tot 1964 werkzaam als voorzitter van de Katholiek Arbeidersbeweging. Tevens was hij lid van de gemeenteraad van Hilversum. Van 6 november 1956 tot 22 februari 1967 was Zwanikken lid van de Tweede Kamer der Staten-Generaal en vanaf 1964 was hij werkzaam als bestuurder in algemene dienst van de Nederlands Katholiek Vakverbond. Vanaf 1966 was hij directeur van Verbond voor Veilig Verkeer Nederland.

## Partijpolitieke functies
- Lid van het bestuur KVP afdeling Hilversum
- Lid van het bestuur KVP kieskring Noord-Holland-Zuid

## Ridderorden
- Officier in de Orde van Oranje-Nassau, 27 april 1962
- Ridder in de Orde van de Nederlandse Leeuw, 28 april 1967

## Persoonlijk
Op 6 juni 1934 te Laren huwde Johan met Wilhelmina Arends (1907-1984) en samen hebben ze zeven kinderen, vijf zoons en twee dochters. Op 11 december 1985 te Hattem overleed hij.
- Biografisch Portaal: 80290711
- Parlement.com: vg09lldmnyyu